# Калінінський Михайло Іванович
Михайло Іванович Калінінський (1905, село Благовіщеньє Устюзького повіту Вологодської губернії, тепер Великоустюзького району Вологодської області, Російська Федерація — січень 1986, місто Іваново, тепер Російська Федерація) — радянський діяч органів держбезпеки, міністр державної безпеки Дагестанської і Північно-Осетинської АРСР, генерал-майор. Депутат Верховної ради СРСР 3-го скликання.

## Біографія
Народився в селянській родині. У 1917 році закінчив школу 1-го ступеня в селі Благовіщеньє. З грудня 1917 до листопада 1919 року працював баночником скляного заводу «Север» Устюзького повіту. У 1919 році закінчив 6-місячні курси ліквідаторів неграмотності.
У листопаді 1919 — вересні 1921 року — писар Нестеферовського волвиконкому Устюзького повіту. У вересні 1921 — серпні 1923 року — діловод Устюзького повітового земельного відділу.
У 1922 році закінчив педагогічне училище в місті Великий Устюг.
У вересні 1923 — серпні 1924 року — вчитель початкової школи села Марденга Устюзького повіту. З серпня 1924 до грудня 1928 року працював у власному господарстві в селі Благовіщеньє.
У грудні 1928 — січні 1930 року — голова Мардензької сільської ради Велико-Устюзького району.
У січні 1930 — квітні 1931 року — голова Стреленського кооперативного бюро Велико-Устюзького району.
Член ВКП(б) з квітня 1930 року.
У квітні 1931 — червні 1932 року — помічник уповноваженого Велико-Устюзького міського відділу ДПУ Північного краю. У червні 1932 — січні 1935 року — уповноважений Леденського районного відділу ДПУ-НКВС Північного краю. У січні 1935 — червні 1936 року — оперуповноважений Сокольського районного відділу НКВС Північного краю.
У червні 1936 — 1937 року — оперуповноважений, старший оперуповноважений, помічник начальника 1-го відділення секретно-політичного відділу УДБ УНКВС по Північному краю. У 1937 — вересні 1938 року — начальник відділення 4-го відділу УДБ УНКВС по Архангельській області. У вересні 1938 — березні 1939 року — начальник відділення 2-го відділу УДБ УНКВС по Архангельській області. У березні 1939 — березні 1941 року — начальник 2-го відділу УДБ УНКВС по Архангельській області. У березні — серпні 1941 року — начальник секретно-політичного відділу УНКДБ по Архангельській області. У серпні 1941 — липні 1942 року — начальник секретно-політичного відділу УНКВС по Архангельській області. 9 липня 1942 — 7 травня 1943 року — заступник начальника УНКВС по Архангельській області.
7 травня 1943 — 15 травня 1947 року — народний комісар (з 1946 року — міністр) державної безпеки Дагестанської АРСР.
15 травня 1947 — 16 березня 1953 року — міністр державної безпеки Північно-Осетинської АРСР.
У квітні — вересні 1953 року — заступник начальника УМВС по Кіровоградській області.
14 жовтня 1953 — 27 червня 1956 року — заступник начальника УМВС по Івановській області. 27 червня 1956 року звільнения з органів МВС «через факти дискредитації».
З липня 1956 до січня 1957 року — на пенсії в Іваново. З січня до серпня 1957 року — заступник начальника житлового управління Івановського міськвиконкому.
У серпні 1957 — квітні 1959 року — старший інспектор управління машинобудування і хімічної промисловості Івановської обласної ради народного господарства. З квітня 1959 до жовтня 1964 року — на пенсії в Іваново. У жовтні 1964 — серпні 1965 року — старший інспектор відділу кадрів Івановського обласного ремонтно-будівельного тресту.
З серпня 1965 року — пенсіонер в місті Іваново. Помер у січні 1980 року в Іваново.

## Звання
- молодший лейтенант державної безпеки (7.04.1936)
- лейтенант державної безпеки (20.07.1938)
- старший лейтенант державної безпеки (2.09.1939)
- капітан державної безпеки (4.01.1942)
- підполковник державної безпеки (11.02.1943)
- полковник державної безпеки (19.11.1943)
- комісар державної безпеки (9.03.1945)
- генерал-майор (9.07.1945 — 27.08.1956) — постановою РМ СРСР № 1204-617с позбавлений військового звання «як такий, що дискредитував себе за час роботи в органах МВС і негідний у зв'язку з цим високого звання генерала».

## Нагороди
- орден Леніна (12.11.1945)
- два ордени Червоного Прапора (8.03.1944, 23.05.1952)
- орден Вітчизняної війни І ст.
- орден Трудового Червоного Прапора (6.07.1949)
- два ордени Червоної Зірки (20.09.1943, 30.04.1946)
- медаль «За бойові заслуги»
- медаль «За оборону Кавказу»
- медаль «За оборону Радянського Заполяр'я»
- медаль «За перемогу над Німеччиною у Великій Вітчизняній війні 1941—1945 рр.» (1945)
- медаль «Ветеран праці»
- чотири медалі
- знак Заслужений працівник НКВС (28.01.1944)